# Freeride World Tour
Im Rahmen der Freeride World Tour werden seit 2008 jährlich Weltmeisterschaften für Freeride-Skifahrer und -Snowboarder ausgetragen. 
Der Schweizer Nicolas Hale-Woods ist Gründer und Direktor der Tour, bei der jährlich von Januar bis April fünf oder sechs Rennen an wechselnden Orten in Europa und Nordamerika gefahren werden.

## Saison 2018
Die Austragungsorte für die Saison 2018 waren: 
- Hakuba – 18. bis 22. Februar
- Kicking Horse – 5. Februar
- Vallnord-Arcalís – 6. März
- Fieberbrunn – 9. März
- Verbier – 1. April

Das Finale fand im Rahmen des „Xtreme Verbier“ am Nordhang des Bec des Rosses in den Walliser Alpen statt. Dabei nahmen die besten 13 Skifahrer, sieben Snowboarder, sieben Skifahrerinnen und fünf Snowboarderinnen teil. In der Jahreswertung war pro Athlet ein Streichresultat gefordert, sodass jeweils die besten vier Ergebnisse zur Bestimmung der vier Weltmeister herangezogen wurden.

## Freeride Ski
| Jahr | Erster Platz            | Zweiter Platz        | Dritter Platz        |
| ---- | ----------------------- | -------------------- | -------------------- |
| 2025 | Marcus Goguen           | Martin Bender        | Toby Rafford         |
| 2024 | Max Hitzig              | Marcus Goguen        | Ben Richards         |
| 2023 | Valentin Rainer         | Maxime Chabloz       | Andrew Pollard       |
| 2022 | Maxime Chabloz          | Carl Regnér Eriksson | Ross Tester          |
| 2021 | Kristofer Turdell       | Ross Tester          | Carl Regnér Eriksson |
| 2020 | Isaac Freeland          | Kristofer Turdell    | Andrew Pollard       |
| 2019 | Markus Eder             | Kristofer Turdell    | Leo Slemett          |
| 2018 | Kristofer Turdell       | Markus Eder          | Mickael Bimboes      |
| 2017 | Leo Slemett             | Reine Barkered       | Kristofer Turdell    |
| 2016 | Loïc Collomb-Patton -2- | Logan Pehota         | Fabio Studer         |
| 2015 | George Rodney           | Jérémie Heitz        | Reine Barkered       |
| 2014 | Loïc Collomb-Patton     | Sam Smoothy          | Jérémie Heitz        |
| 2013 | Drew Tabke              | Reine Barkered       | Julien Lopez         |
| 2012 | Reine Barkered          | Drew Tabke           | Aurélien Ducroz      |
| 2011 | Aurélien Ducroz -2-     | Samuel Anthamatten   | Jeremy Prévost       |
| 2010 | Candide Thovex          | Kaj Zackrisson       | Henrik Windstedt     |
| 2009 | Aurélien Ducroz         | Reine Barkered       | Sverre Liliequist    |
| 2008 | Henrik Windstedt        | Seb Michaud          | Aurélien Ducroz      |

| Jahr | Erster Platz            | Zweiter Platz      | Dritter Platz       |
| ---- | ----------------------- | ------------------ | ------------------- |
| 2025 | Justine Dufour-Lapointe | Jenna Keller       | Astrid Cheylus      |
| 2024 | Hedvig Wessel           | Astrid Cheylus     | Zuzanna Witych      |
| 2023 | Justine Dufour-Lapointe | Molly Armanino     | Megane Betend       |
| 2022 | Jessica Hotter          | Hedvig Wessel      | Olivia McNeill      |
| 2021 | Elisabeth Gerritzen     | Hedvig Wessel      | Zuzanna Witych      |
| 2020 | Arianna Tricomi         | Hedvig Wessel      | Jaclyn Paaso        |
| 2019 | Arianna Tricomi         | Jacqueline Pollard | Elisabeth Gerritzen |
| 2018 | Arianna Tricomi         | Eva Walkner        | Lorraine Huber      |
| 2017 | Lorraine Huber          | Eva Walkner        | Arianna Tricomi     |
| 2016 | Eva Walkner -2-         | Jaclyn Paaso       | Arianna Tricomi     |
| 2015 | Eva Walkner             | Silvia Moser       | Hazel Birnbaum      |
| 2014 | Nadine Wallner -2-      | Lorraine Huber     | Pia Nic Gundersen   |
| 2013 | Nadine Wallner          | Pia Nic Gundersen  | Jaclyn Paaso        |
| 2012 | Christine Hargin        | Eva Walkner        | Angel Collinson     |
| 2011 | Janette Hargin          | Angel Collinson    | Janina Kuzma        |
| 2010 | Ane Enderud -2-         | Jesse McMillan     | Jaclyn Paaso        |
| 2009 | Ane Enderud             | Marja Persson      | Jesse McMillan      |
| 2008 | Elyse Saugstad          | Jesse McMillan     | Marja Persson       |

## Freeride Snowboard
| Jahr | Erster Platz         | Zweiter Platz     | Dritter Platz     |
| ---- | -------------------- | ----------------- | ----------------- |
| 2020 | Nils Mindnich -3-    | Victor De Le Rue  | Sammy Luebke      |
| 2019 | Victor De Le Rue -3- | Davey Baird       | Blake Hamm        |
| 2018 | Sammy Luebke -3-     | Thomas Feurstein  | Davey Baird       |
| 2017 | Sammy Luebke -2-     | Jonathan Penfield | Davey Baird       |
| 2016 | Sammy Luebke -1-     | Florian Orley     | Jonathan Penfield |
| 2015 | Jonathan Charlet -2- | Sammy Luebke      | Florian Orley     |
| 2014 | Émilien Badoux       | Jamie Rizzuto     | Sascha Hamm       |
| 2013 | Ralph Backstrom      | Aurélien Routens  | Sammy Luebke      |
| 2012 | Jonathan Charlet -1- | Ralph Backstrom   | Florian Orley     |
| 2011 | Mitch Tölderer       | Florian Orley     | Xavier de Le Rue  |
| 2010 | Xavier de Le Rue -3- | Mitch Tölderer    | Matt Annetts      |
| 2009 | Xavier de Le Rue -2- | Alex Coudray      | Max Zipser        |
| 2008 | Xavier de Le Rue -1- | Alex Coudray      | Florian Orley     |

| Jahr | Erster Platz      | Zweiter Platz         | Dritter Platz       |
| ---- | ----------------- | --------------------- | ------------------- |
| 2020 | Marion Haerty     | Michaela Davis-Meehan | Erika Vikander      |
| 2019 | Marion Haerty     | Anna Orlowa           | Manuela Mandl       |
| 2018 | Manuela Mandl     | Marion Haerty         | Anna Orlowa         |
| 2017 | Marion Haerty     | Anne-Flore Marxer     | Shannan Yates       |
| 2016 | Estelle Balet -2- | Anne-Flore Marxer     | Marion Haerty       |
| 2015 | Estelle Balet -1- | Shannan Yates         | Élodie Mouthon      |
| 2014 | Shannan Yates     | Estelle Balet         | Élodie Mouthon      |
| 2013 | Élodie Mouthon    | Margot Rozies         | Shannan Yates       |
| 2012 | Maria Debari      | Margot Rozies         | Shannan Yates       |
| 2011 | Anne-Flore Marxer | Liz Kristoferitsch    | Ursula Wohlschlager |
| 2010 | Aline Bock        | Susan Mol             | Shannan Yates       |
| 2009 | Susan Mol         | Aline Bock            | Geraldine Fasnacht  |
| 2008 | Ruth Leisibach    | Bérengère Moroc       | Elizabeth Palh      |

## Trivia
- 2010 startete Julia Mancuso, 2006 Olympiasiegerin im Riesenslalom, beim Xtreme Verbier und belegte den dritten Rang.[2]

- 2015 konnte Nicola Thost, Olympiasiegerin in der Halfpipe von 1998, das abschließende Rennen der Snowboarderinnen in Verbier für sich entscheiden.